# مركز فلسطين
مركز فلسطين (المعروف سابقًا باسم مركز تحليل السياسات حول فلسطين حتى عام 2002) هو برنامج تعليمي مستقل مقره في حي فوجي بوتوم، واشنطن العاصمة، وينصب تركيزه على الصراع الإسرائيلي الفلسطيني وقضايا الشرق الأوسط الأخرى.

## التأسيس
تأسس المركز عام 1991 ككيان تعليمي تابع لصندوق القدس للتعليم وتنمية المجتمع. هذا الصندوق منظمة 501(c)(3) هو منظمة مانحة غير ربحية تعمل في الولايات المتحدة. ومن مؤسسيه الأستاذان الراحلان هشام شرابي من جامعة جورجتاون  وسميح فرسون من الجامعة الأمريكية. شرابي مؤسس مركز الدراسات العربية المعاصرة في جامعة جورجتاون. المديرة التنفيذية الحالية هي زينة عزام.

## الهدف
يحلل المركز العلاقات بين الولايات المتحدة والشرق الأوسط مع التركيز على القضية الفلسطينية. يدرس المركز سياسات أمريكية محددة وينشر التقارير والإيجازات والتحليلات ويعمل كمكان للعلماء الفلسطينيين والعرب.
يضم المركز أيضًا مكتبة هشام شرابي التذكارية، وهي واحدة من أكبر المجموعات التي تركز على فلسطين في الولايات المتحدة. يوظف المركز زملاء لإجراء البحوث السياسية. ونشرت أرشيفات صوتية مكثفة عبر الإنترنت لأحداثها التي تعود إلى أوائل التسعينيات،  مدونة  وصفحة على يوتيوب لتوثيق أحداثها في الموقع.

## المنشورات
تمت الإشارة إلى المركز من قبل وسائل الإعلام الإخبارية المتنوعة من المجلة الأسبوعية التركية  إلى واشنطن تايمز  وكريستيان ساينس مونيتور.
ينشر مركز فلسطين بيانات صحفية على النحو المذكور أعلاه، بالإضافة إلى مقالات كتبها الزملاء.

## الفعاليات
ينظم مركز فلسطين فعاليات أسبوعية وغالبًا ما يدعو متحدثين متميزين. ومن المتحدثين في مركز فلسطين عضو الكنيست الإسرائيلي السابق عزمي بشارة  والدبلوماسي الفلسطيني عفيف صافية وكلوفيس مقصود. ونبيل فهمي السفير المصري في الولايات المتحدة، وحنان عشراوي، ورئيس الوزراء الفلسطيني سلام فياض،  وجون ميرشايمر،  وغيرهم.

## روابط خارجية
- http://www.palestinecenter.org/ نسخة محفوظة 16 أبريل 2012 على موقع واي باك مشين.